# Strong Medicine
Strong Medicine är en amerikansk dramaserie i sjukhusmiljö vars första säsong hade premiär den 23 juli 2000. Första säsongen bestod av 22 avsnitt. Serien sändes under sex säsongen och det sista avsnittet hade premiär 5 februari 2006. Totalt omfattade serien 132 avsnitt. Serien är skapad av Tammy Ader och Whoopi Goldberg, som också skrivit seriens manus.

## Handling
Serien kretsar kring två doktorer Dr. Luisa "Lu" Delgado, och Dr. Dana Stowe som arbetar på kvinnokliniken på det fiktiva sjukhuset Rittenhouse.

## Rollista i urval
- Rosa Blasi - Dr. Luisa "Lu" Magdalena Delgado
- Janine Turner - Dr. Dana Lee Stowe
- Patricia Richardson - Dr. Andy Campbell

- Chris Marquette -Marco Antonio "Marc" Delgado
- Jenifer Lewis - Lana Hawkins
- Joshua Coxx - Peter James Riggs.
- Philip Casnoff - Dr. Robert "Bob" Jackson
- Brennan Elliott - Dr. Nicholas "Nick" Biancavilla
- Tamera Mowry - Dr. Kayla Thornton
- Rick Schroder - Dr. Dylan West
- Nestor Carbonell - Jonas Rey
- Whoopi Goldberg - Dr. Lydia Emerson
- Grant Show - Ben Sanderson
- Gregory Harrison - Dr. Randolf Kilner
- Julian Acosta - Miguel Arenas
- Richard Biggs - Dr. Milo Morton
- Morgan Flynn - Lizzy Campbell
- Michelle Horn - Jesse Campbell
- Matthew Yang King - Dr. Matt Linn
- Brian Kerwin - Les Campbell